# Edward Henry Carroll Long
Edward Henry Carroll Long (* 28. September 1808 in Princess Anne, Somerset County, Maryland; † 16. Oktober 1865 ebenda) war ein US-amerikanischer Politiker. Zwischen 1845 und 1847 vertrat er den Bundesstaat Maryland im US-Repräsentantenhaus.

## Werdegang
Edward Long besuchte die öffentlichen Schulen seiner Heimat und studierte danach bis 1828 am Yale College. Nach einem anschließenden Jurastudium und seiner 1830 erfolgten Zulassung als Rechtsanwalt begann er in Princess Anne in diesem Beruf zu arbeiten. Außerdem wurde er in der Landwirtschaft tätig. Gleichzeitig schlug er eine politische Laufbahn ein. Mitte der 1830er Jahre wurde er Mitglied der damals gegründeten Whig Party. Zwischen 1833 und 1835 sowie in den Jahren 1839, 1844 und 1861 saß er im Abgeordnetenhaus von Maryland.
Bei den Kongresswahlen des Jahres 1844 wurde Long im sechsten Wahlbezirk von Maryland in das US-Repräsentantenhaus in Washington, D.C. gewählt, wo er am 4. März 1845 die Nachfolge von Thomas Ara Spence antrat. Da er im Jahr 1846 auf eine erneute Kandidatur verzichtete, konnte er bis zum 3. März 1847 nur eine Legislaturperiode im Kongress absolvieren. Diese war von den Ereignissen des Mexikanisch-Amerikanischen Krieges überschattet.
Nach dem Ende seiner Zeit im US-Repräsentantenhaus betätigte sich Long wieder als Rechtsanwalt und in der Landwirtschaft. 1860 gehörte er dem Senat von Maryland an. Im selben Jahr kandidierte er erfolglos für den US-Senat. Er starb am 16. Oktober 1865 in seinem Heimatort Princess Anne.